# 빌리 레이

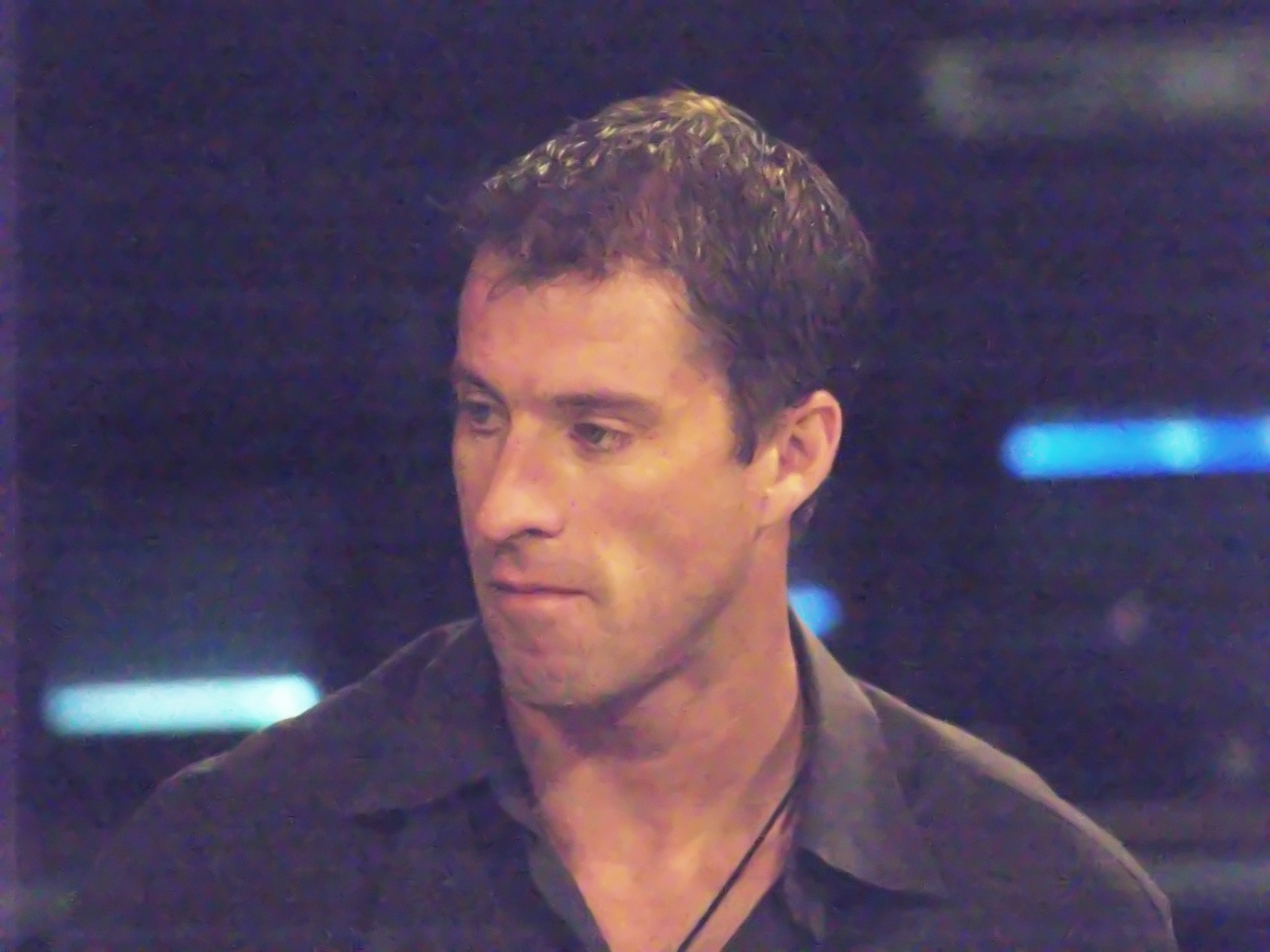

빌리 레이(Billy Ray, 1962년 ~ )는 미국의 각본가이자 영화 감독이다. 1994년 컬러 오브 나이트에서 텔레비전과 영화의 각본을 쓰기 시작했다. 캡틴 필립스, 리차드 쥬얼을 포함한 수많은 영화의 각본을 맡았다.

## 참여 작품

### 영화
- 컬러 오브 나이트
- 슈터 (1995년 영화)
- 볼케이노 (1997년 영화)
- 하트의 전쟁
- 섀터드 글래스
- 서스펙트 제로
- 플라이트플랜
- 브리치
- 스테이트 오브 플레이 (영화)
- 헝거 게임: 판엠의 불꽃
- 캡틴 필립스
- 시크릿 인 데어 아이즈
- 오버로드 (2018년 영화)
- 제미니 맨
- 터미네이터: 다크 페이트
- 리차드 쥬얼

### 텔레비전
- 코미 룰: FBI 폭로 스캔들